# Szprotawka

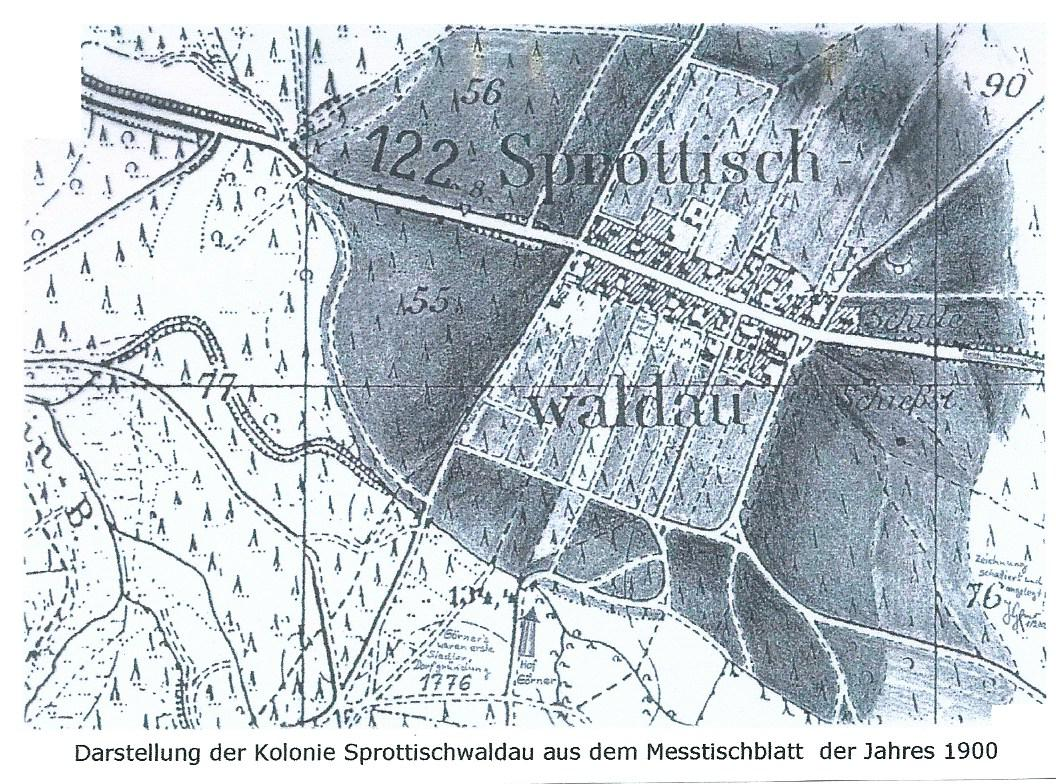
Sprottischwaldau

Szprotawka [ʂprɔ'tawka] (deutsch Sprottischwaldau) ist ein Ort im Powiat Żagański in der Woiwodschaft Lebus in Polen. Es ist ein Stadtdorf von Sprottau.

## Geographische Lage
Szprotawka liegt in Niederschlesien an der Landesstraße 12 von Szprotawa nach Przemków, 9,1 Kilometer südöstlich von Sprottau. Südliche Nachbardörfer sind das Kirchdorf Niederleschen und Boberwitz, im Osten liegt Petersdorf.
| Dittersdorf Sprottau    | Zeisdorf / Nieder Zauche Eckartswaldau      |                                        |
| Neu Küpper              | Kompassrose, die auf Nachbargemeinden zeigt | Petersdorf Klein Gläsersdorf Primkenau |
| Niederleschen Boberwitz | Kolonie Waldhäuser Oberleschen              |                                        |

## Geschichte

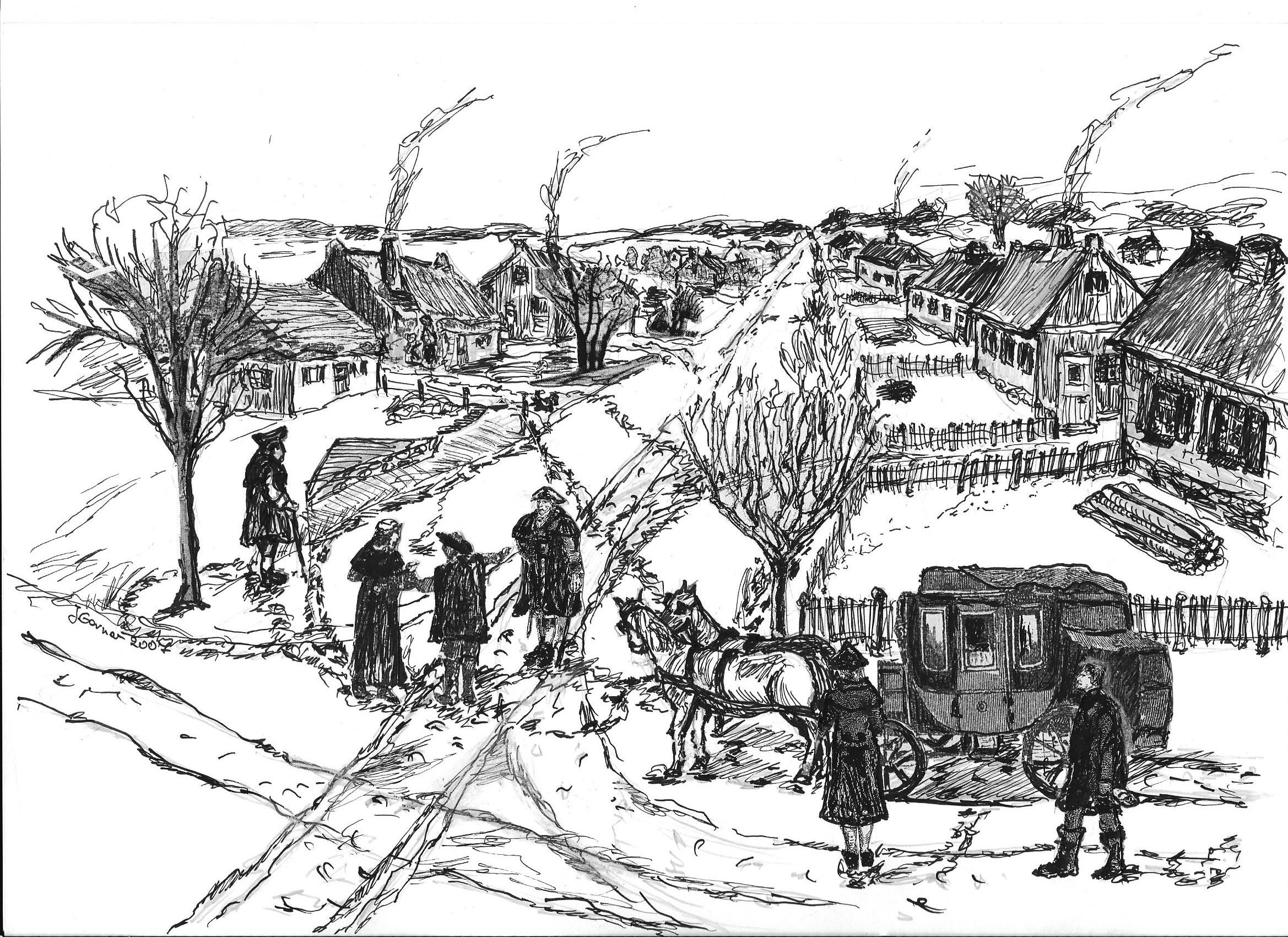
Vom König veranlasste Inspektion durch die Königlichen Kriegs- und Domänenkammer Glogau vor Ort im Februar 1777 (J. Gerner 2007)

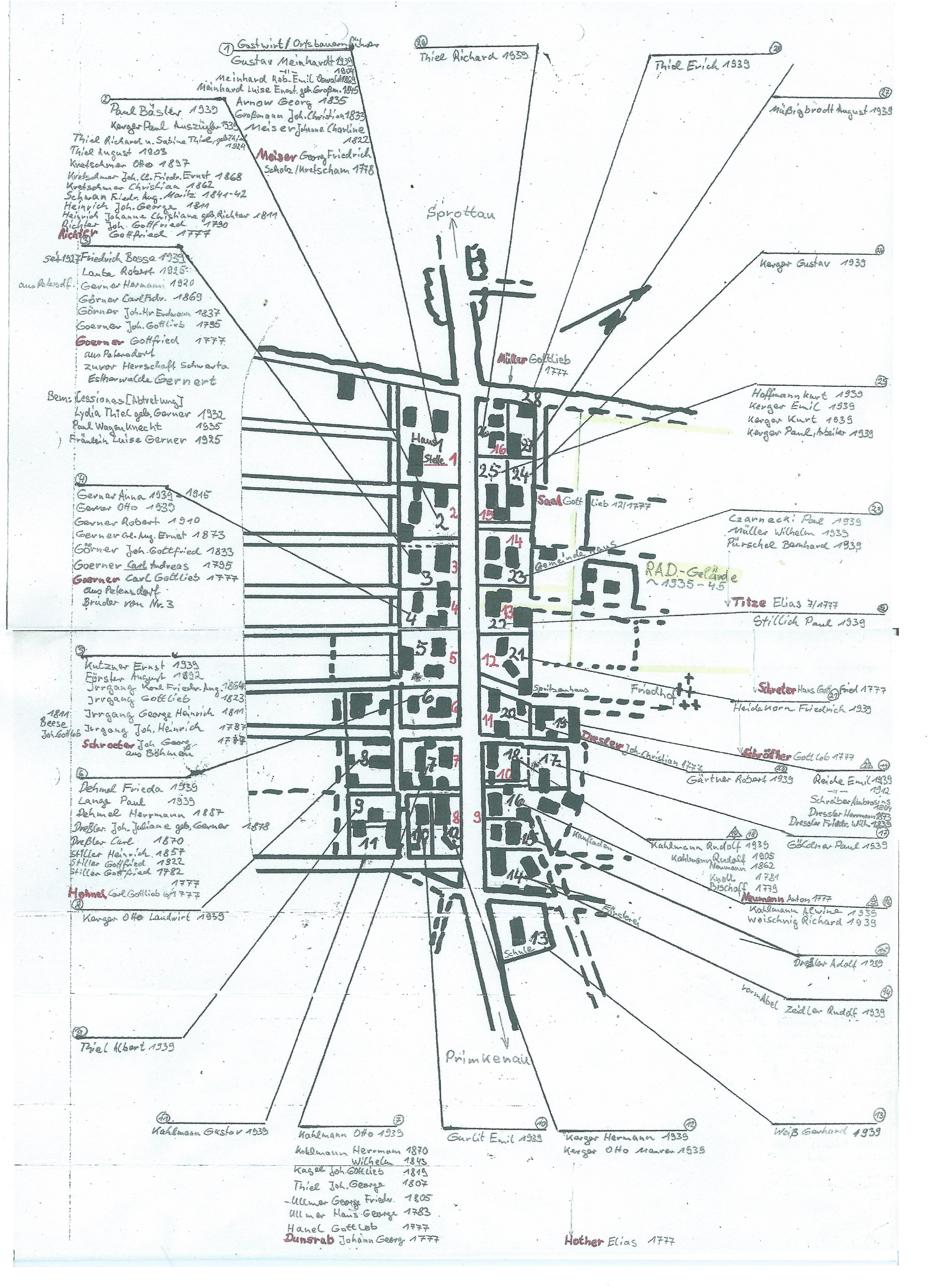
Kolonieplan nach Grundbuch 1777 bis 1945

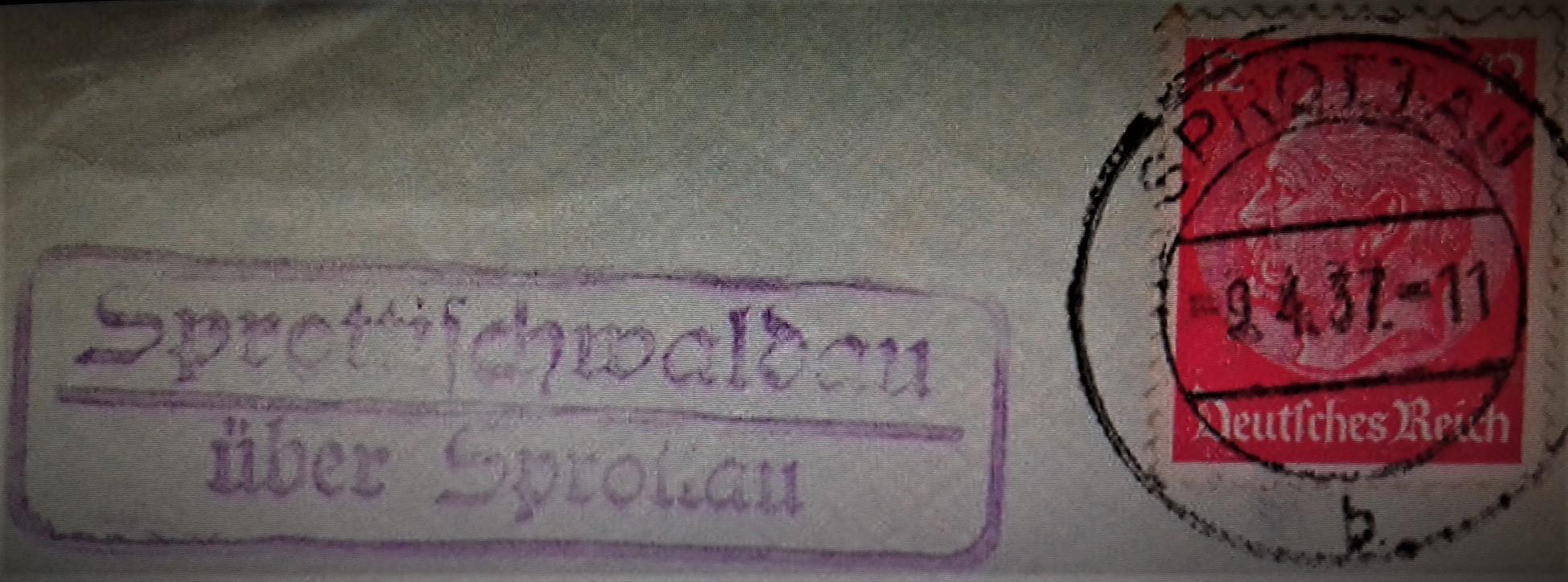
Poststelle 1937 – Gerner-Haus Nr.3

Sprottischwaldau wurde im Rahmen der Friderizianische Kolonisation als Kolonie mit Edikt vom 28. August 1773 durch den preußischen König Friedrich des II. gegründet und vom Sprottauer Rat 1776 mit ursprünglich 16 Freigärtnerstellen errichtet. Eine Hausstelle wurde mit 205 Rtlr. kalkuliert. Die Kolonie besaß in der Summe 128 Morgen Land, davon waren 96 Morgen Ackerland und 32 Morgen Wiese. Die Vergabe der Freigärtnerstellen garantierte die Freistellung von der Leibeigenschaft, man war nur Untertan des Königs. Sechs Exulanten mit ihren Familien stellten sich unter den Schutz des Königs und rodeten die Heidelandschaft für ihre Weber- und Handwerkshäuser. Im 19. Jahrhundert wurde im benachbarten Primkenau Raseneisenstein für die regionale Hüttenindustrie gewonnen, der auch zum Bau des Sprottischwaldauer Dorfschulzenhauses Nr. 1 verwendet wurde.
Die ersten Bemühungen um eine Ansiedlung verfolgte die Sprottauer Kämmerei im Jahr 1770. Die Gründung der Kolonie erfolgte 1773. Drei Jahre später ließ König Friedrich II. die friderizianische Kolonie Sprottischwaldau errichten; in ihr wurden nur „Ausländer“ (Böhmen, Sachsen u. a.) als Freigärtner angesetzt. Diese waren nur dem König von Preußen unterstellt und durften nicht mit Frondiensten durch andere Gutsherren belegt werden. Voraussetzung für die Ansiedlungsbewerbung war der Besitz eines sogenannten Losbriefes von seiner Grundherrschaft. Als „Ausländer“ brauchten sie keinen Militärdienst in der Preußischen Armee zu leisten.
Die Königliche Glogauer Kriegs- und Domänenkammer beaufsichtigte die Stadt Sprottau beim Anlegen ihrer neuen Kolonistendörfer. Die zweite Designation wurde durch ehemalige Exulantenfamilien aus Böhmen und Sachsen realisiert. Es wurden vorrangig Weber und Handwerker auf die Liste gesetzt. Die Stellen mit je fünf Morgen Acker- und Wiesenland mussten gekauft werden, wobei die Stadt Sprottau für die Darlehen langfristige Tilgungsraten einräumte. Die Anlage der Kolonie erfolgte als Straßendorf. Die Grundfläche der Kolonie teilte sich in an einer Durchgangsstraße zu beiden Seiten in je acht Grundstücke zu fünfzig mal zweihundertfünfzig Metern auf. Die Gesamtgröße der Kolonie betrug vierhundert Meter Länge und fünfhundert Meter Breite. Das Grundstück Nr. 1 war die Kretschamstelle mit dem größten Haus, in dem ein Schulraum und die Gastwirtschaft unterzubringen waren. Die anderen fünfzehn parallel zur Straße aufgestellten einstöckigen Koloniehäuser mit Satteldach und Fledermausgaube mussten mit Latten eingezäunt werden. Hinter den Häusern wurden Scheunen errichtet. Das Pflanzen je eines Maulbeerbaumes vor und hinter jedem Haus war eine Auflage der Glogauer Kammer zur Steigerung der Seidenraupenproduktion der preußischen Weberfamilien. Für die Grundstücke wurden vom Sprottauer Stadtrat Erbbriefe ausgestellt.
1777 richteten die Freigärtner an König Friedrich II. einen Bittbrief, in dem sie sich über den unfruchtbaren Heideboden beklagten und um weiteres Vieh baten, damit der Ackerboden durch tierische Düngung ertragreicher werde. Bereits im Februar 1777 musste auf Anordnung des Königs eine Inspektion der Glogauer Domänen- und Kriegskammer den Baufortschritt und die Einhaltung der Auflagen für die Freigärtner feststellen. Diese Maßnahmen zeigen, mit welcher Konsequenz der Bau kleiner Kolonien durch das Edikt zur Bevölkerungsmehrung in Preußen durchgesetzt wurde. Ab dem Jahr 1802 wurden die Kinder in einer Wanderschule unterrichtet, das heißt: Jede Woche zog man in die Wohnstube eines anderen Häuslers. Bänke und Tische wurden notdürftig ausgestellt. In den Napoleonischen Kriegen kam es am 27. Mai 1813 westlich von Sprottischwaldau zu einem militärischen Überfall durch französische Reiterei auf zwei russische Batterien, die in Sprottau lagerten. Während des Überfalls wurde bei der Explosion von russischen Schießpulverwagen ein großer Waldbrand entfacht. Ein Gedenkstein erinnert an das Ereignis. Im 19. Jahrhundert entstanden in Kooperation mit dem Kirchdorf Niederleschen Handwerksbetriebe, Raseneisenerz- und Zellstoffproduktion, Web- und Textilhandwerk sowie Land- und Forstwirtschaft. Es wurden noch zwölf Wohnhäuser und eine Försterei dazu gebaut. Das Dorf besaß eine Freiwillige Feuerwehr mit Feuerspritze. Im nördlichen Wald, hinter der Umgehungsstraße, liegt ein von der Natur überwucherter deutscher Friedhof mit 48 Grabstellen.
Bevölkerungsentwicklung
| Jahr | Einwohner      | Anmerkungen |
| ---- | -------------- | --- |
| 1773 | 4 Freigärtner  | ausländische Kolonisten aus Sachsen u. Zerbst, ehemalige Exulanten aus Böhmen |
| 1776 | 16 Freigärtner | vom Sprottauer Stadtrat gegründet, davon 13 „Ausländer“, Georg Friedrich Meiser, Gottfried Richter aus Bautzen, Spillenmacher Gottfried u. Carl Gottlieb Gerner (Goerner) aus Schwerta in Sachsen, aus dem Dorf Gebhardsdorf und der Kolonie Estherwalde, Hans Gottfried Schreter aus Rengersdorf in Sachsen, Gottlob Schröther aus Kutlitz in Böhmen, Carl Gottlieb u. ? Hanel, Johann Georg Dunsrab, Holter, Anton Neumann, Joh. Christian Dresler, Elias Titze aus Westdorf in Sachsen, Gottlieb Saal, Gottlieb Müller aus Kusikfeld in Sachsen |
| 1843 | 151 Einwohner  | 28 Gebäude, 21 Häuser, evang. Schule |
| 1885 | 158 Einwohner  | 74 männlich, davon 66 wehrfähig |
| 1925 | 150 Einwohner  | 78 männlich, 26 Wohngebäude, 36 Haushalte, Fläche 2942,1 Hektar |
| 1939 | 145 Einwohner  | 77 männlich, 36 Haushalte |
| 2010 | 50 Einwohner   | Polen |

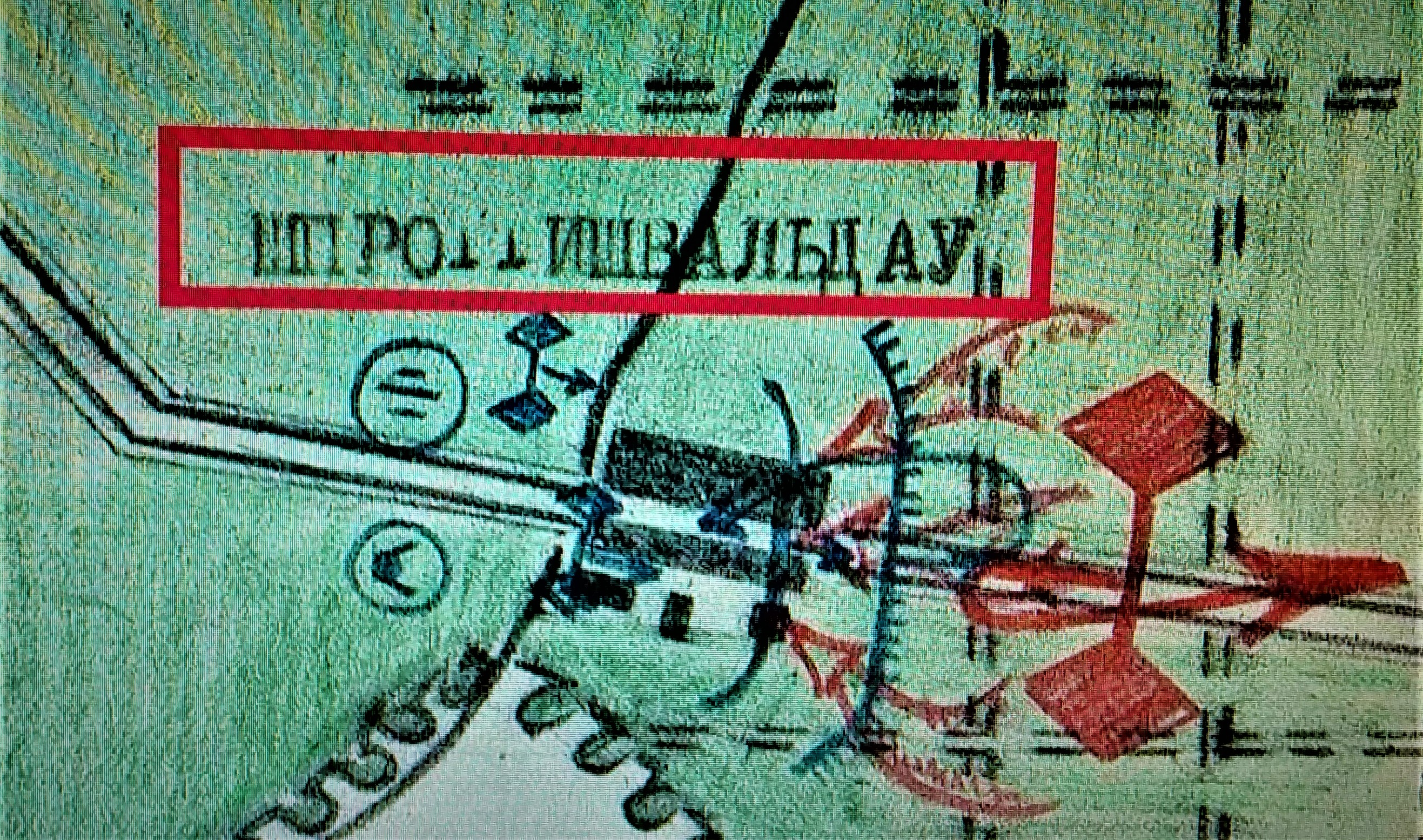
Angriffsplan einer Einheit der Roten Armee zur Eroberung von Sprottischwaldau 1945

Die größte Bevölkerungszunahme 1937 war die Einrichtung zweier Abteilungen des Reichsarbeitsdienstes (RAD), RAD-A 7/105 und 2/105, mit je zweihundert Arbeitsmännern auf und hinter den Grundstücken 13–15. Die Abteilungen waren im Infrastrukturausbau Sprottaus und der Trockenlegung des Sprottebruchs tätig. Der erste Scholz der Kolonie war 1778 Georg Friedrich Meiser, der letzte deutsche Ortsvorsteher war Gustav Meinhard (1874-6/1945) Gastwirt und Ortsbauernführer.
Der Vormarsch der Roten Armee sollte im Osten der Kolonie am 11. Februar 1945 durch Sperrmaßnahmen und gepanzerten Fahrzeugen verzögert werden, das massive Vordringen sowjetischer Panzer wurde kurzzeitig durch Gegenwehr von Kräften der deutschen 20. Panzergrenadier-Division PzGR 76 verhindert. Dabei verloren fünf Grenadiere ihr Leben. Diese waren Unteroffizier Josef Ullrich * 1913, Stabsgefreiter Wilhelm Meyer * 1914, Obergefreiter Friedrich Koch * 1907, Gefreiter Johann Kulzer * 1925 und Gefreiter Günter Bischoff * 1925. Am 12. Februar 1945 wurden die deutschen Stellungen östlich von Sprottau aufgegeben und die Rote Armee besetzte nun Sprottischwaldau kampflos. Die erste Räumung des Ortes war am 16. Februar 1945. Die Rote Armee unterstellte die Ortschaft im März/April 1945 der Verwaltung der Volksrepublik Polen. Diese vertrieb 1945/46 die noch verbliebenen deutschen Einwohner. Die neu angesiedelten Bewohner stammten teilweise aus Ostpolen, das an die Sowjetunion gefallen war. Zwangsweise wurden in den nun leeren Siedlungen, so in Sprottischwaldau, auch vierunddreißig  Lemken durch die sowjetische Aktion Weichsel angesiedelt.

## Kolonistenhaus
Die Vorgaben eines Reihendorfes mit je acht Kolonistenhäusern je Straßenseite und hinter den Häusern zu errichtenden Scheunen gaben der Kolonie eine übersichtliche Prägung. Eines der Häuser wurde der Kretscham, der größer als die anderen 15 Häuser war. In der heutigen Dorflage ist noch ein denkmalschutzwürdiges Kolonistenhaus, Haus Nr. 8 (13) mit originaler Aufteilung erhalten geblieben. Eine Musterzeichnung eines Baudirektors Machui aus Glogau von 1776 gab die Hausaufteilung für die Kolonistenhäuser in der Nachbarkolonie Rückersdorf vor. Eine ähnliche Bauart, nur mit einer barocken Gaube, war in Sprottischwaldau vorgegeben. In Sprottischwaldau war die Tenne nicht im Haus, sondern am hinteren Grundstück. Dieses Haus war in zwei Sektionen à 3,00 m und in zwei Sektionen mit 4,00 m in der Gesamtlänge von 14,80 m aufgeteilt. Die Breite des Hauses betrug 7,5 m. Die Traufhöhe ist 2,5 m. Der Wohnbereich maß ohne Küche, ca. 52 m².
Die Innenaufteilung des Hauses:
- Die Stube, die auch als Weberstube diente = 16 m²
- Zwei Kammern = 9 m² und 12 m²
- Küche mit Kamin u. Kochkessel = 9 m²
- Flur mit Treppe zum Wohnboden mit Spitzdach
- Stall für Kleinvieh, später zu Wohnraum umgebaut
- Tenne zu Wohnraum umgebaut
- Seitlicher Raum mit möglichen Stauraum unter dem Dach und über der Tenne

Das Baumaterial bestand für die Straßenseite aus Ziegelsteinen, in den Giebelseiten sind aus Sparsamkeit zwischen Ziegelstein-Läuferschichten Feld- und bläuliche Glasschlackesteine vermauert worden.

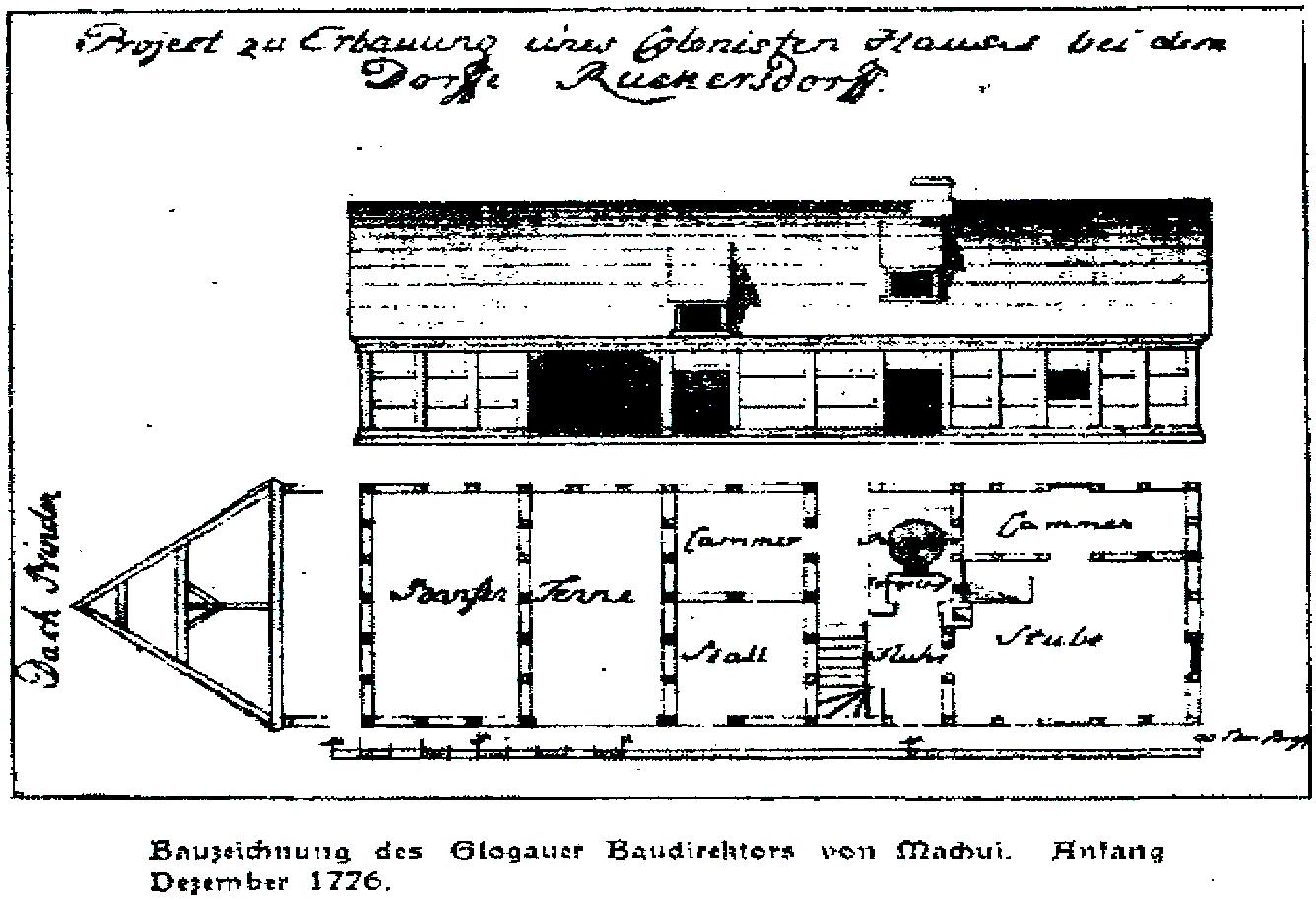
Kolonistenhaus von 1776 (Rückersdorf) Grundriss und Hofseite
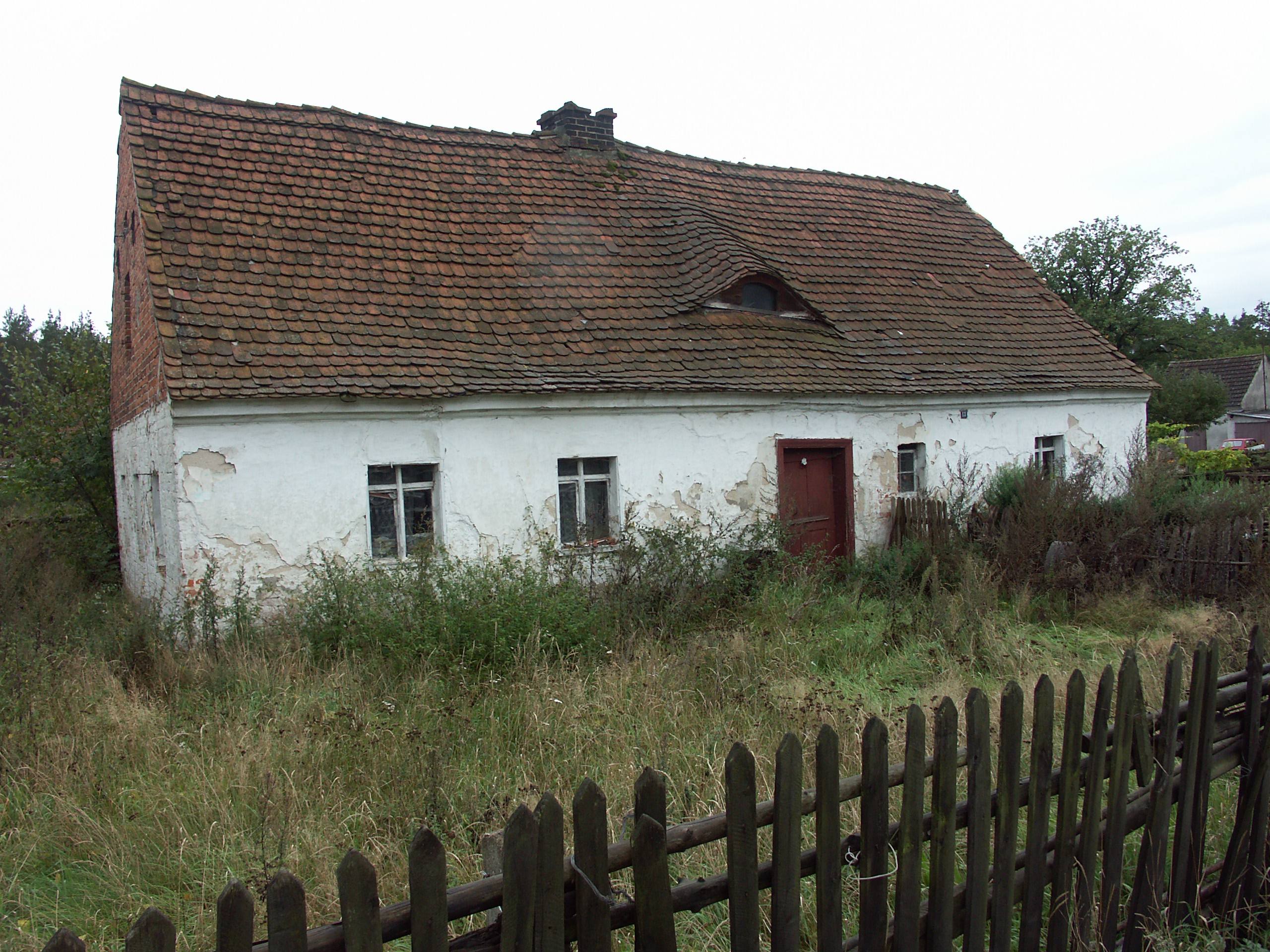
Historisches Kolonistenhaus aus der Gründerzeit 1777 in Sprottischwaldau, (Alt) Nr. 8
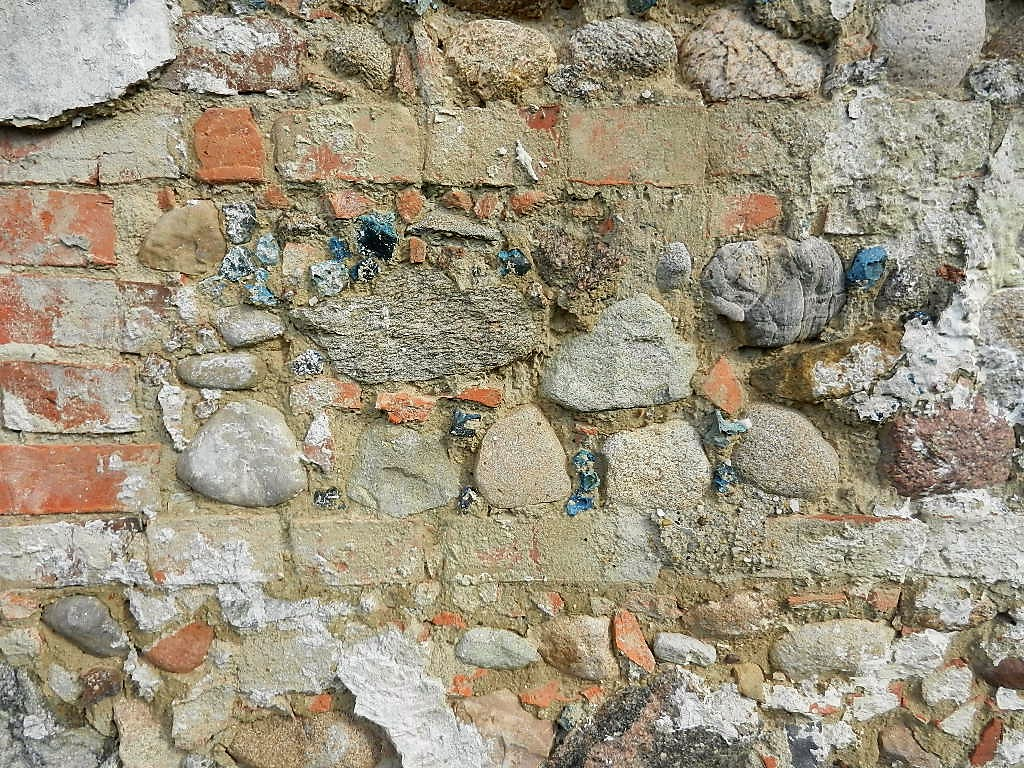
Mauerdetail des Kolonistenhauses, 1777 wurden Feldsteine und Glasschlacke vermauert.

## Sprottebruchlager des Reichsarbeitsdienstes
Rückwärtig des Hauses Nr. 10 (Kommandantenhaus) wurde nach 1935 ein Soziales Arbeitsdienst-Lager hergerichtet, daraus entstanden zwei Lager des RAD, die RAD-Gruppe 195 Sagan mit der Abteilung 2/105 und die 7/105 mit je 200 kasernierten Arbeitsmännern auf gerodeten Gelände. Die Abteilung 7/105 war nach einem legendären Bürgermeister der siebenbürgischen Stadt Hermannstadt des 15. Jahrhunderts namens Thomas Trautenberger benannt. Die RAD Abteilung 7/105 (S XVI) wurde im März/April 1939 nach Obersimten bei Pirmasens (Saarpfalz) verlegt. Die RAD Abteilungen bauten unterstützend bei den Meliorationsarbeiten mit. Seit 1756 wurde immer wieder das Sprottebruch trockengelegt, mit dem Ausheben von 70 Kilometer Entwässerungsgräben wurde dies 1945 beendet. Das größte Werk war ein mit der RAD-Gruppe 106 Primkenau „Sprottebruch“ und anderen RAD-Abteilungen geschaffener Polder, der zur Grundwasserregulierung 7,5 Millionen Kubikmeter Wasser fasste. Ein 36 km langer Hauptdamm entstand zur Gesamterschließung. Die Abteilung 7/105 baute Infrastruktur für die Stadt Sprottau aus (bspw. Freibadanlage Sprottau, anlässlich der Olympiade 1936 in Deutschland)

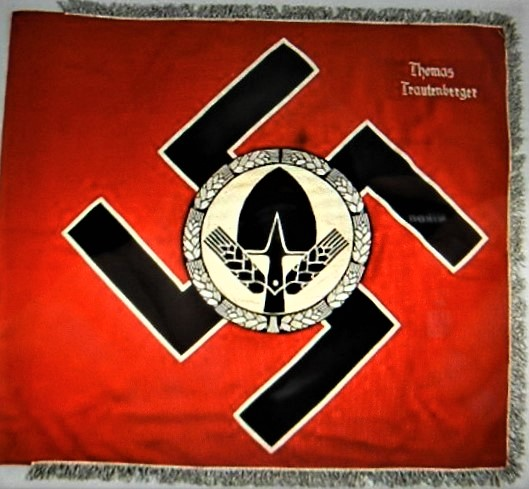
RAD Abt.7/105 Thomas Trautenberger Sprottischwaldau
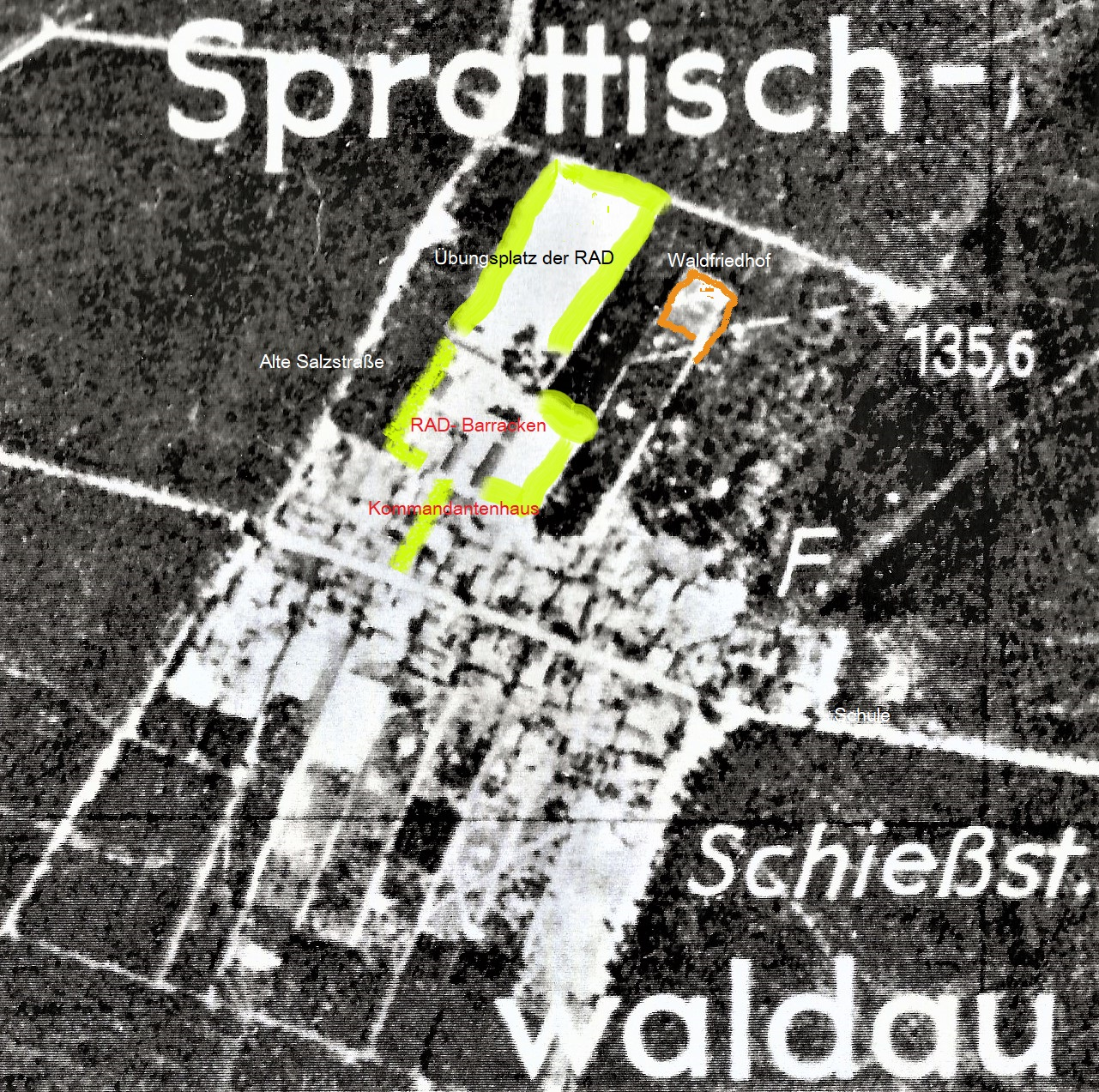
Reihendorf mit RAD-Lager und Friedhof, vor 1945

## Sehenswürdigkeiten

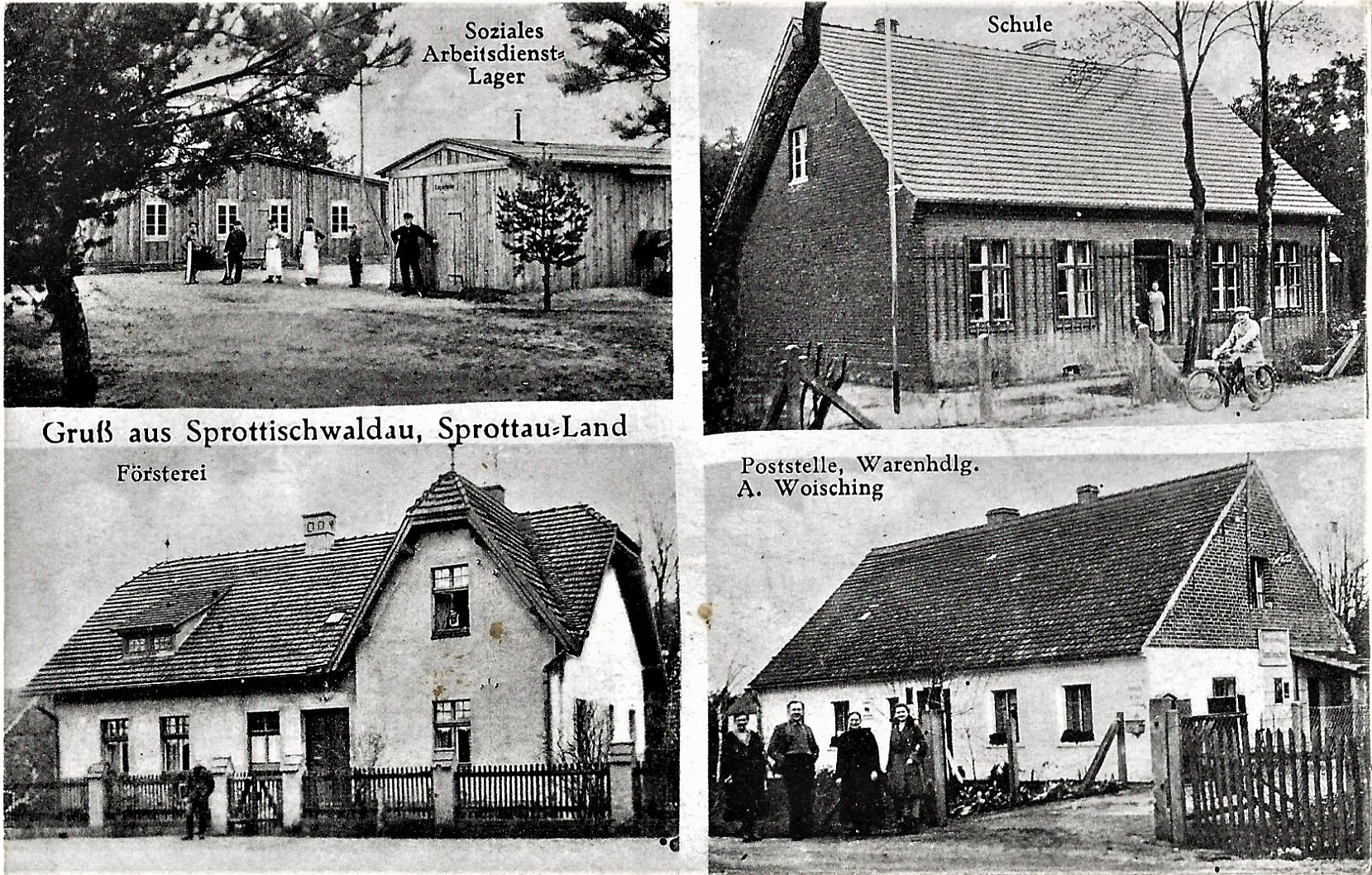
Dorfansichten

- Kretscham / Schulzengebäude, Sprottischwaldau Nr. 1 und 2. Das Kretschamhaus Nr. 1 ist als einiges Haus im Dorf repräsentativ aus Raseneisenerzsteinen erbaut worden.
- Kolonistenhäuser Nr. 1 bis 16. Ein im Ursprung historisch erhalten gebliebenes Gründerhaus steht 2022 noch auf dem Grundstück Nr. 8. Es ist das letzte Haus rechts in Richtung Primkenau mit der heutigen Hausnummer 13.
- Die Dreigräben
- Alte Salzstraße Neusalz-Böhmen
- 250-jähriger Maulbeerbaum, aus dem Gründerjahr 1776, Grundstück Nr. 16

## Denkmale und deutscher Kolonistenfriedhof

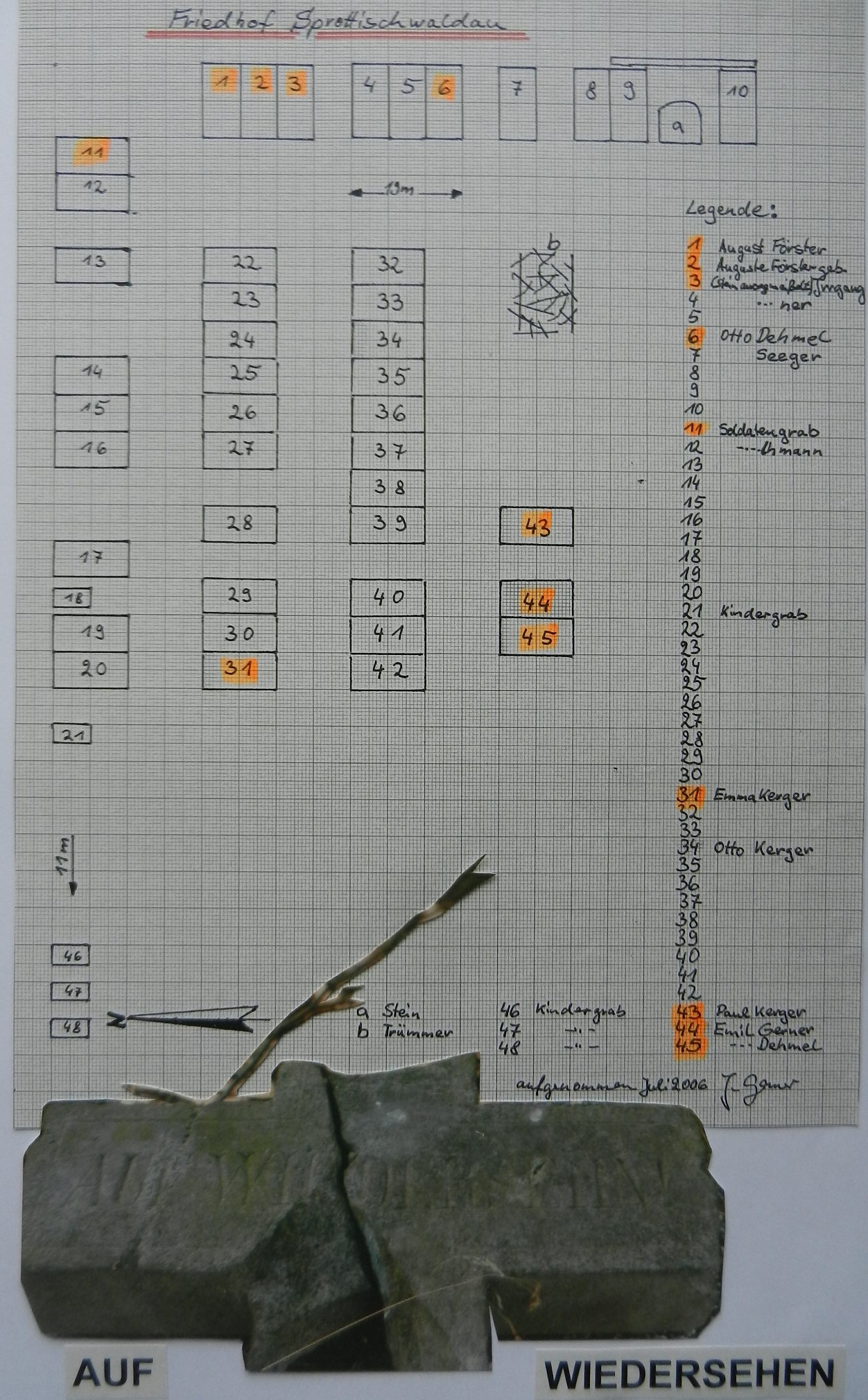
Grablage der Freigärtner und Kolonisten auf dem Waldfriedhof in der Zeit von 1778 bis 1945

- Gedenkstein Das Garnmännel, ein Erinnerungsstein an den 30-jährigen Krieg, er steht in Eckartswaldau im Wald an der Petersdorfer Straße. An dieser Stelle soll ein Garnhändler, der seine Waren an durchziehende Truppen verkaufte, von Straßenräubern erschlagen worden sein.
- Denkmal Napoleonischer Krieg 1813, Gedenkstein zum Großen Waldbrand. Inschrift: „Durch eine Rusche Batterie veranlasten Brandt“ (Pomnik Wojen Napoleońskich)[11]
- Gedenktafel für gefallene Soldaten im Deutsch-Französischen Krieg 1870–1871 (Waldfriedhof Szprotawka). Füsilier Heinrich Gerner … „gen Unteroffizier der 11.Compgn. 1.Niederschlesisches Infantrie Regt.No.46[12], geb. d. 25. Dezember 1845, gefallen in der Schlacht bei Sedan am 1. September 1870. Was wir glauben, schauen wir Einst gewiss, o Herr, bei dir!“[13]
- Ein Kriegerdenkmal des I. Weltkriegs am östlichen Dorfausgang für sieben Gefallene. Es wurde laut Zeugenbericht nach 1945 entfernt und für ein polnisches Ehrenmal umgearbeitet. Der Verbleib des großen Steines ist nicht bekannt.
- Auf dem Waldfriedhof ist die Geschichte der Gründung der Kolonie noch an der Grablage zuerkennen.[14] Freigärtnergräber von 1778 bis 1945 sind noch in 48 Grabstellen erkennbar. Alte Stände sind auf den Gräbern vermerkt: z. B. Freigärtner, Spillenmacher, und Füsilier. Einige der derzeitigen Bewohner stellen an katholischen Feiertagen Kerzen auf die alten verwaisten evangelischen Gräber. Auch eine Steinplatte mit einer Christusfigur stellten sie zu den deutschen Gräbern in den Wald. Seit 2018 ist der Waldfriedhof durch den Bau der nördlichen Ortsumgehung, der Landesstraße DK 12, von der nahen Ortslage getrennt.

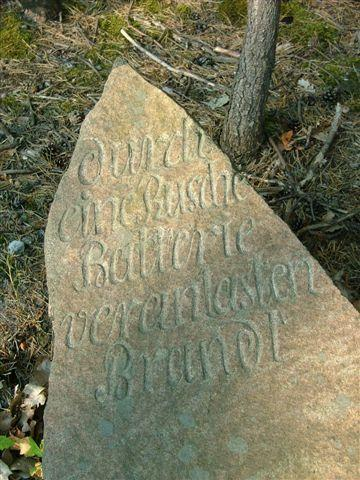
Gedenkstein, Großer Waldbrand 1813
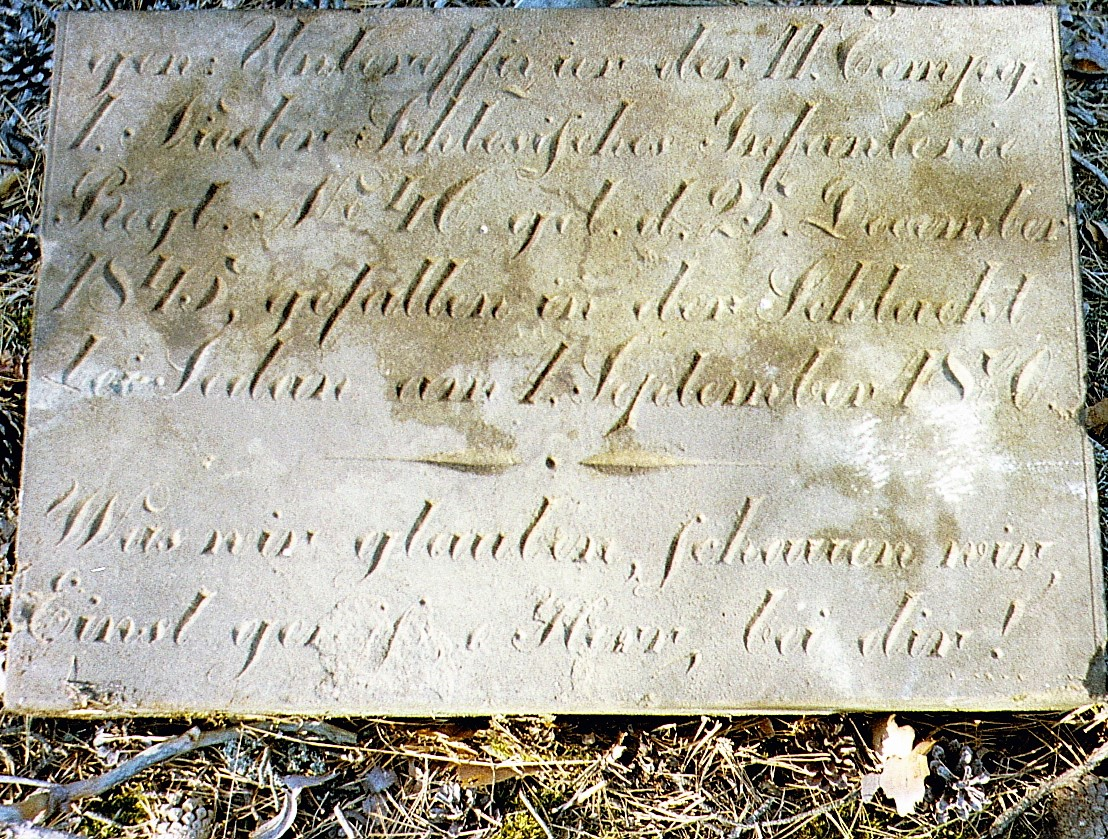
Gedenkstein deutsch-französischer Krieg. Sedan 1870
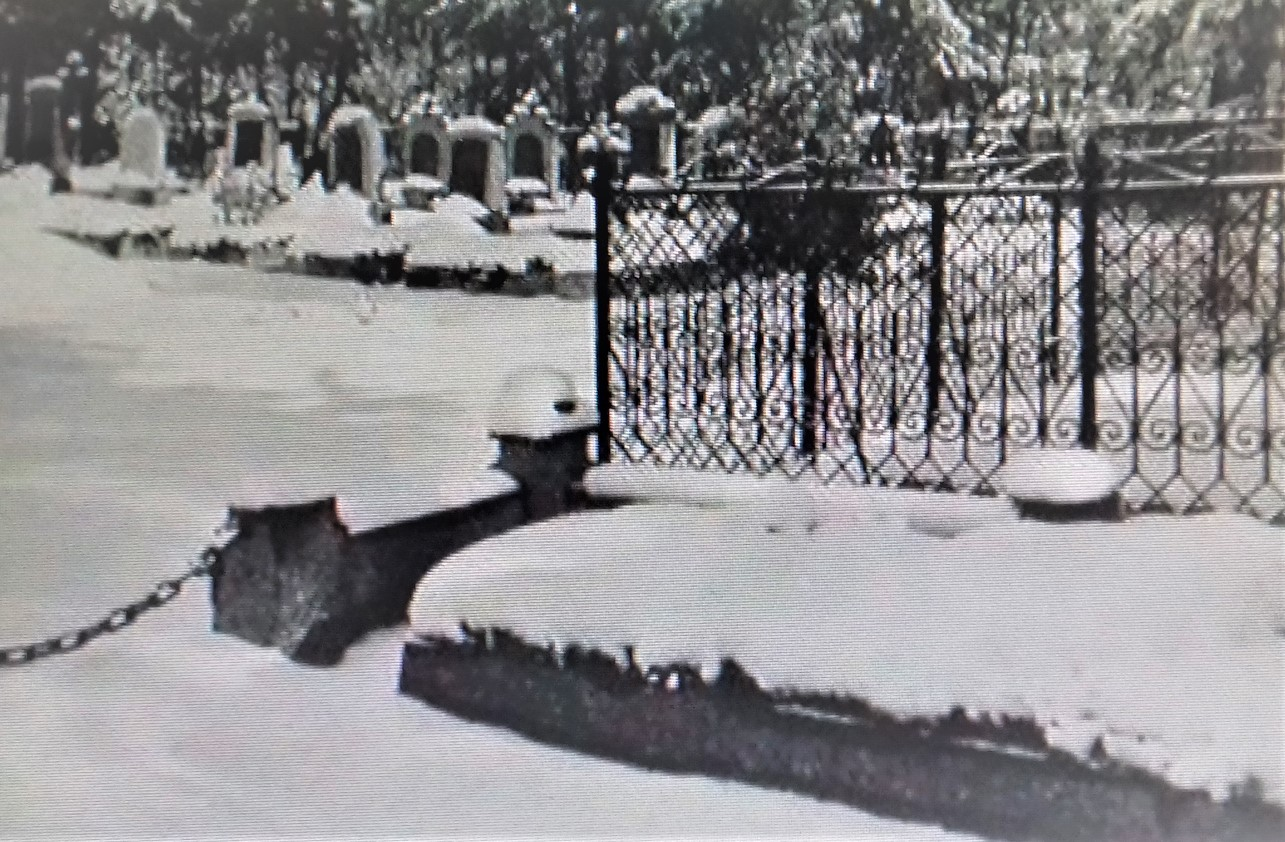
Kolonistenfriedhof 1778 bis 1937
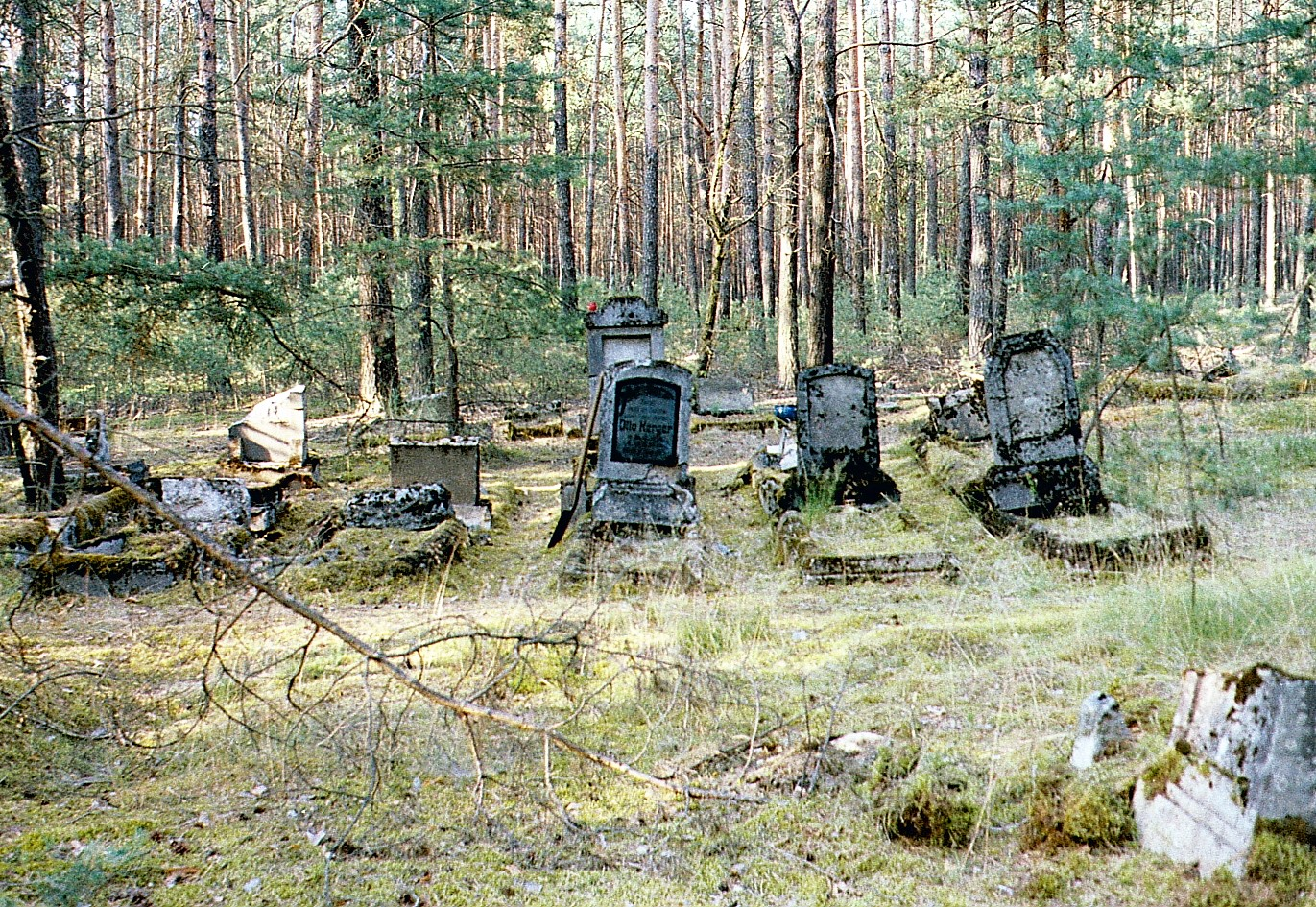
Ehemaliger deutscher Waldfriedhof
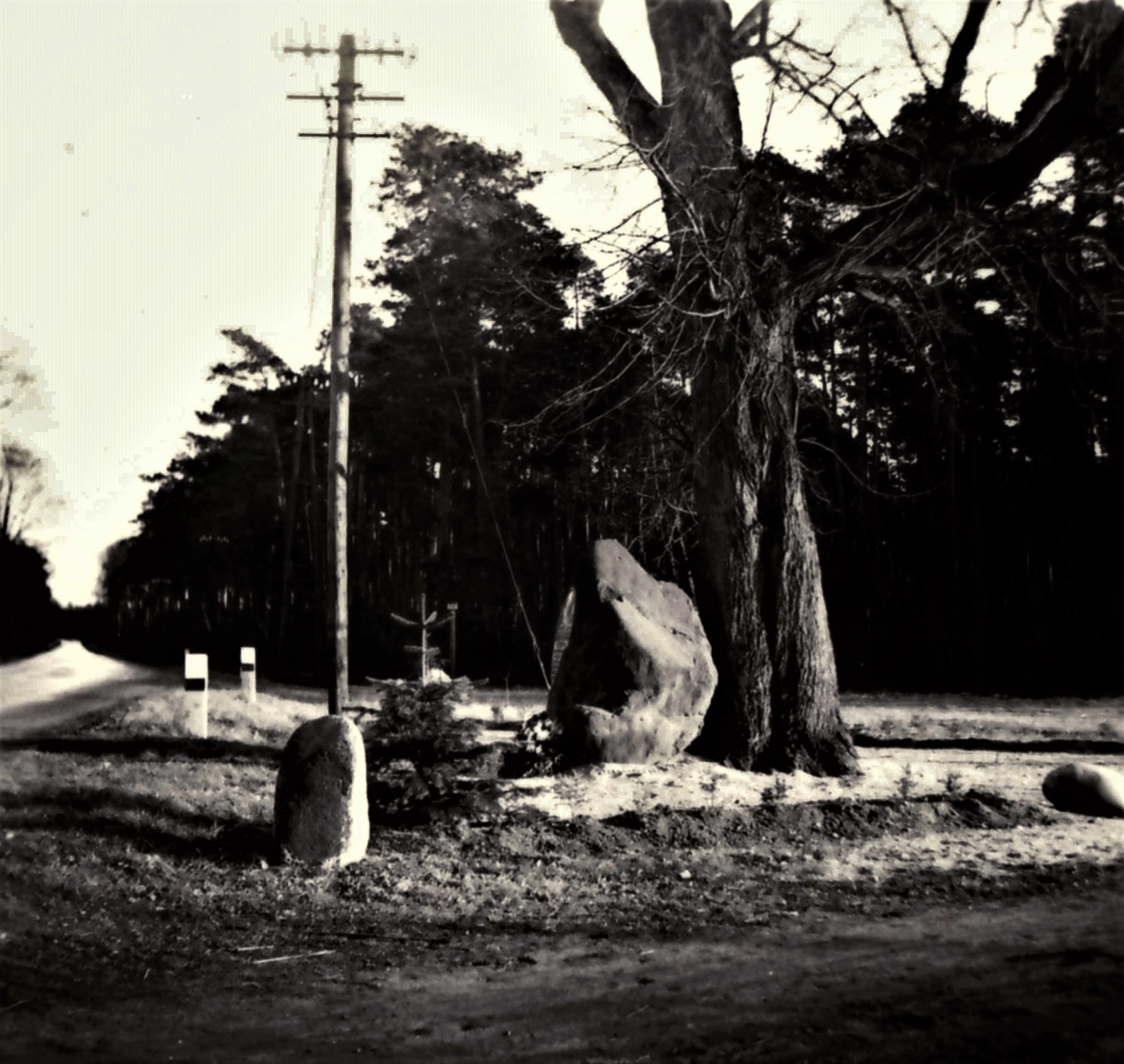
Gedenkstein für Opfer des I. Weltkrieges

## Verkehr

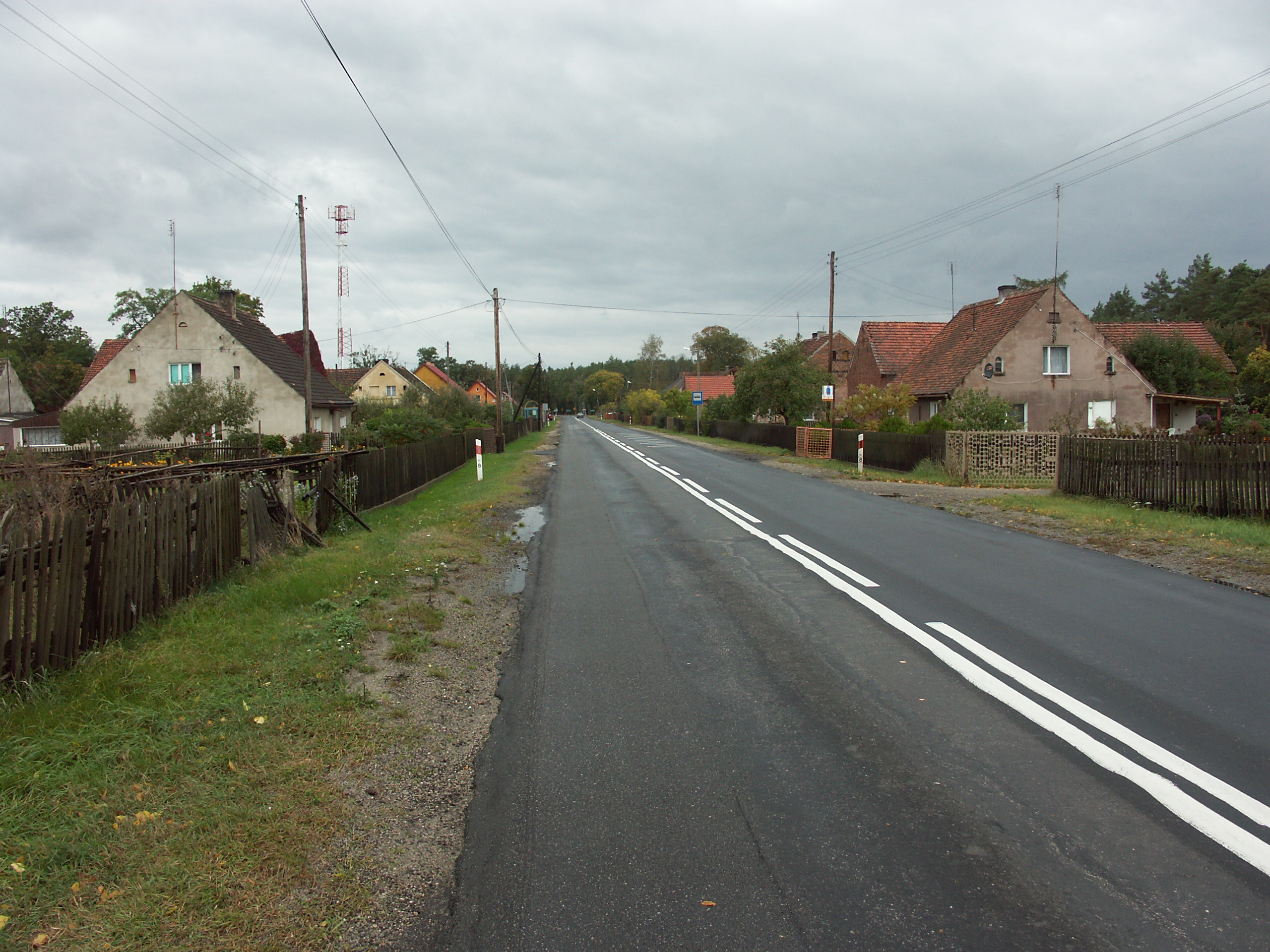
Sprottischwaldau, Straßendorf von Osten gesehen, 2006

Nördlich des Reihendorfes führt die DK 12 von Sprottau nach Primkenau. Eine Stichstraße in Lage der Alten Salzstraße ist eine neue Dorfeinfahrt.
- Alte Salzstraße

Am westlichen Ortsanfang führte im Mittelalter eine Salzstraße durch den Heidewald von Süden nach Norden. Diese Kreuzung war bestimmend für den Standort der Siedlung. Das Steinsalz wurde bis ins 19. Jahrhundert von Stettin die Oder hinauf nach Neusalz transportiert und dann auf der Alten Salzstraße mit Fuhrwerken nach Süden (bis Böhmen) verteilt.
Verlauf: Neusalz – Neustädtel – Gießmannsdorf – Zauche – Zeisdorf – Eckersdorf – Sprottischwaldau – Waldhäuser – Baierhaus – Oberleschen – Hilger Kretscham – weiter nach Böhmen.

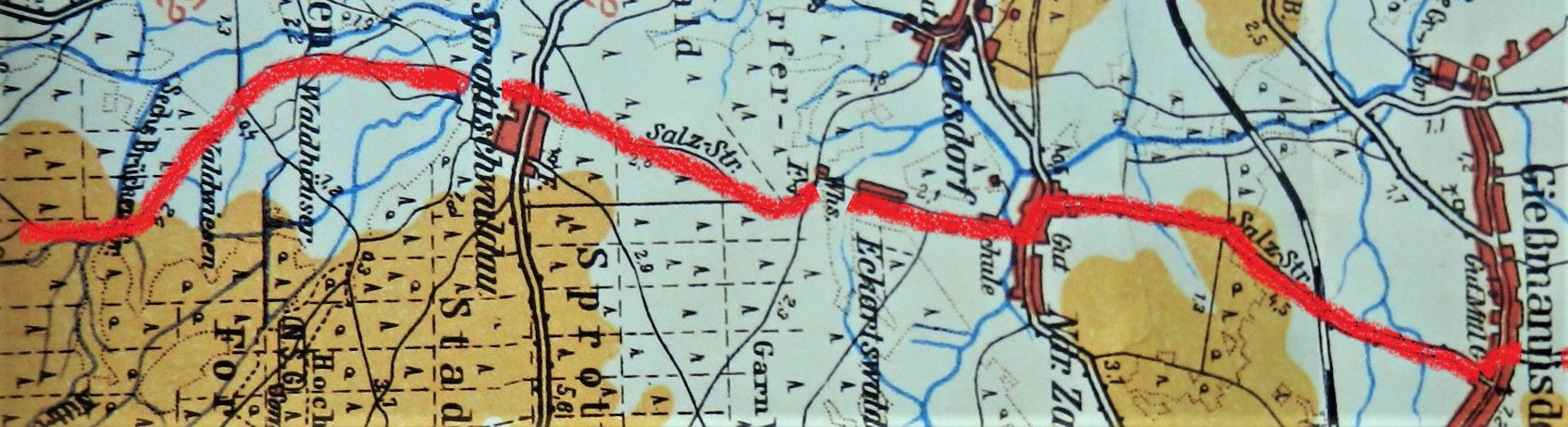
Verlauf der historischen Salzstraße Neusalz-Böhmen in Sprottauer Gebiet von Süden nach Norden gesehen

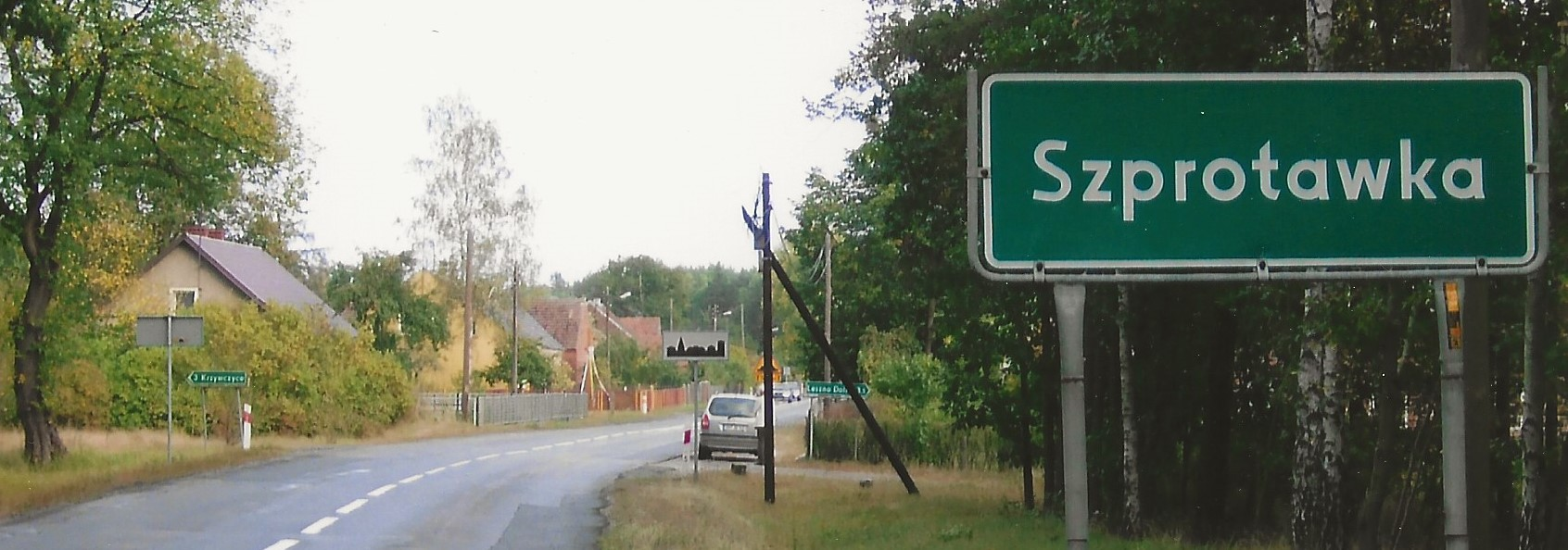
Westansicht mit quer kreuzender historischer Salzstraße, 2006

## Gemeinde
Zu Szprotawka gehört die Ortschaft Kopanie (zu deutsch Waldhäuser).

## Personen, die mit dem Ort in Verbindung stehen
Folgende Persönlichkeiten sind mit den Sprottischwaldauer Freigärtnern verwandt:
- Nickel Jacob (1505–1576), Autor des ersten deutschen Honigbuches[17][18]
- Johannes Buchwälder (1564–1632), studierte in Wittenberg Theologie, Pastor und Autor
- Martin Gumprecht (1597–1679), Exulant, Hofprediger in Dresden, Pfarrer in Bautzen, Doktor Philosophie und Theologie in Wittenberg
- George Gernert (1630–1693), Gerichtsprimus, Exulantenführer
- Hans Gernert (1635–?), Exulant aus Rochlitz an der Iser, Bruder von George Gernert, Hanß Gernerth mit weyb und 2 kindern[19], Nachkommen der Rats- und Patrizierfamilie Gernert aus Arnau/Hostinné, 15./16. Jh.
- Heinrich Laube (1806–1884), Schriftsteller
- Ferdinand Genähr (1823–1864), Missionar der Rheinischen Mission in China
- Robert Beisert (1833–1893), Reichstagsabgeordneter
- Jürgen Gerner (* 1952), deutscher Ortschronist Sprottischwaldau, Namenforscher, Grafiker und Ingenieur